# Ситон (митология)
Ситон (на старогръцки: Σίθων, Sithon) в древногръцката митология e тракийски цар на племето одоманти в Пеония или хадоманти или на бисалтите. Той резидира на полуостров Галиполи и дава името на Ситония и на тракийското племе ситони (на гръцки: Σίθωνες, Sithones).
Той е син на Посейдон и Оса (или Фама). С нимфата Мендеис от Мендес или от Анхиноя (Anchirrhoe), дъщеря на речния бог Нил, той има дъщеря, красивата Палена, която иска да омъжи с този, който го победи в борба. Той я дава за съпруга на Клит, който го последва на трона. Той е баща и на Филида, която се омъжва за Демофонт от Атина.
Според Ликофрон той е син на Арес и се жени за нимфата Анхиноя, дъщеря на речния бог Нил, внучка на Океан, която му ражда две дъщери, Палена и Rhoeteia.
Ситон е убит от Дионисий.